# День работников миграционной службы
День работника миграционной службы — профессиональный праздник работников Федеральной миграционной службы МВД, который отмечается в Российской Федерации ежегодно 14 июня.
День работника миграционной службы появился в календаре официальных российских профессиональных праздников сравнительно недавно, в 2007 году, после того, как 6 мая 2007 года в столице РФ Москве второй президент России В. В. Путин к пятнадцатилетнему юбилею Федеральной миграционной службы подписал Указ «Об установлении Дня работника миграционной службы», который вступил в силу с момента подписания. В президентском указе, в частности, говорилось: «Установить профессиональный праздник — День работника миграционной службы и отмечать его 14 июня».
Согласно другому указу президента предельная штатная численность Федеральной миграционной службы составляет 34.286 человек. День работника миграционной службы — профессиональный праздник для каждого из них.
В 2007 году, когда День работника миграционной службы отмечался в РФ впервые, полномочный представитель Президента Российской Федерации в Приволжском федеральном округе Александр Владимирович Коновалов в городе Ульяновске во время торжественных мероприятий, посвященных пятнадцатилетию со дня образования ФМС России, в своём поздравительном обращении к работникам и ветеранам ФМС сказал следующие слова:
«Вот уже на протяжении 15 лет служащие и работники Управления федеральной миграционной службы России по Ульяновской области на высоком профессиональном уровне решают все поставленные задачи. Необходимо отметить, что в практику работы службы активно внедряются передовые информационные технологии, повышается культура обслуживания, постоянно расширяется перечень услуг, оказываемых населению. Отмечая положительные моменты в работе управления ФМС по Ульяновской области, мы понимаем, что ещё не все проблемы, связанные с предоставлением гражданства и миграции населения, решены, и что впереди вам предстоит серьёзная и кропотливая работа…
Успеха вам в реализации стоящих перед вами задач и деятельности во благо России».
Эта цитата наглядно показывает важность той роли, которую выполняет ФМС РФ в современных российских реалиях, и ту ответственность, которую возлагает власть страны на работников миграционной службы государства.
День работника миграционной службы не является нерабочим днём, если не выпадает на выходной. Для сотрудников ФМС 14 июня также — рабочий день.
5 апреля 2016 года Федеральная миграционная служба была упразднена, а её функции и полномочия Указом Президента РФ переданы Главному управлению по вопросам миграции Министерства внутренних дел Российской Федерации (ГУВМ МВД России), которое является самостоятельным структурным оперативным подразделением центрального аппарата Министерства внутренних дел РФ.
В соответствии с Приказом МВД России от 11.09.2017 N 710 "Об объявлении Дня подразделений по вопросам миграции системы МВД России" Днем подразделений по вопросам миграции системы МВД России объявлено11 сентября.